# Miquihuana
Miquihuana es una localidad ubicada en el estado mexicano de Tamaulipas en el noreste del país, se localiza en el suroeste del estado. Según el censo del 2020, la localidad tiene un total de 1775 habitantes. Es la cabecera del municipio homónimo.
Miquihuana es conocida por su ecoturismo, debido a su ubicación dentro de la Sierra Madre Oriental, es propensa a la caída de nieve y aguanieve, que sumado a los bosques de pino y su topografía accidentada, le dan un paisaje similar al de otros destinos populares como los Alpes, Yellowstone, Laponia, Oregón, la Selva Negra y la Sierra Tarahumara.

## Flora y Fauna
La región de Miquihuana se caracteriza por una diversidad de tipos de vegetación. Entre las especies más destacadas se encuentran los clasificados como matorrales bajos espinosos. Estas formaciones vegetales incluyen plantas comúnmente conocidas como mezquites, biznagas, huisaches, palma real, pitayo, nopal y lechuguilla, entre otras. Los mezquites, por ejemplo, son árboles resistentes que prosperan en suelos áridos y son fundamentales para el ecosistema local, proporcionando sombra y alimento a diversas especies. Las biznagas, con su forma esférica y espinas prominentes, son un tipo de cactus que almacena agua, adaptándose perfectamente a las condiciones secas de la región. El huisache, otro árbol espinoso, es conocido por sus flores amarillas y su capacidad para mejorar la fertilidad del suelo. La palma real, con su imponente altura, añade un toque de majestuosidad al paisaje, mientras que el pitayo y el nopal son cactus que no solo embellecen el entorno, sino que también ofrecen frutos comestibles. La lechuguilla, una planta suculenta, es utilizada en la producción de fibras naturales.
La fauna de Miquihuana es igualmente diversa y rica. En la región se pueden encontrar numerosas especies de aves, como la codorniz, el cenzontle, el correcaminos, los gorriones, los jilgueros, las calandrias, los cuervos, el pájaro azul, el pájaro carpintero y las águilas. Estas aves habitan principalmente en las zonas elevadas y montañosas del municipio, donde encuentran refugio y alimento. La codorniz, por ejemplo, es conocida por su canto distintivo y su capacidad para camuflarse entre la vegetación. El cenzontle, también llamado el “pájaro de las cuatrocientas voces”, es famoso por su habilidad para imitar los sonidos de otras aves y animales. El correcaminos, con su velocidad y agilidad, es un símbolo de la fauna local.
Además de las aves, en Miquihuana se pueden encontrar reptiles como la víbora de cascabel, que habita en las tierras de San José del Llano. Este reptil es conocido por su característico sonido de advertencia y su veneno potente. En los afluentes del Chihue, se puede avistar al impresionante oso negro, una especie que, aunque rara, aún se encuentra en la región. Los coyotes, que suelen vivir en manadas, son comunes en los ejidos de Cebaderos. Estos animales son conocidos por su adaptabilidad y su capacidad para sobrevivir en diversos hábitats. El venado cola blanca y el venado bura también forman parte de la fauna local, siendo avistados ocasionalmente en los bosques y áreas abiertas. En los linderos de Bustamante, por la boca del cañón, se encuentra el berrendo, una especie que está al borde de la extinción y que representa un tesoro natural de la región.

## Localización
Miquihuana se localiza en las coordenadas geográficas, 23°34′37″N 99°45′14″O / 23.57694, -99.75389, se ubica en municipio de Miquihuana al suroeste del estado de Tamaulipas en la Sierra Madre Oriental. está a una altura media de 1,851 m s. n. m.

## Clima
| Parámetros climáticos promedio de Miquihuana | Parámetros climáticos promedio de Miquihuana | Parámetros climáticos promedio de Miquihuana | Parámetros climáticos promedio de Miquihuana | Parámetros climáticos promedio de Miquihuana | Parámetros climáticos promedio de Miquihuana | Parámetros climáticos promedio de Miquihuana | Parámetros climáticos promedio de Miquihuana | Parámetros climáticos promedio de Miquihuana | Parámetros climáticos promedio de Miquihuana | Parámetros climáticos promedio de Miquihuana | Parámetros climáticos promedio de Miquihuana | Parámetros climáticos promedio de Miquihuana | Parámetros climáticos promedio de Miquihuana |
| Mes                                          | Ene.                                         | Feb.                                         | Mar.                                         | Abr.                                         | May.                                         | Jun.                                         | Jul.                                         | Ago.                                         | Sep.                                         | Oct.                                         | Nov.                                         | Dic.                                         | Anual                                        |
| -------------------------------------------- | -------------------------------------------- | -------------------------------------------- | -------------------------------------------- | -------------------------------------------- | -------------------------------------------- | -------------------------------------------- | -------------------------------------------- | -------------------------------------------- | -------------------------------------------- | -------------------------------------------- | -------------------------------------------- | -------------------------------------------- | -------------------------------------------- |
| Temp. máx. abs. (°C)                         | 32.0                                         | 36.0                                         | 39.0                                         | 39.0                                         | 41.0                                         | 40.0                                         | 39.0                                         | 39.0                                         | 38.0                                         | 36.0                                         | 36.0                                         | 36.0                                         | 41.0                                         |
| Temp. máx. media (°C)                        | 22.0                                         | 23.9                                         | 27.0                                         | 29.4                                         | 30.4                                         | 29.6                                         | 29.0                                         | 29.2                                         | 28.0                                         | 26.7                                         | 25.1                                         | 22.7                                         | 26.9                                         |
| Temp. media (°C)                             | 13.5                                         | 14.9                                         | 17.4                                         | 19.6                                         | 20.6                                         | 20.5                                         | 20.1                                         | 20.2                                         | 19.5                                         | 18.0                                         | 16.1                                         | 14.3                                         | 17.9                                         |
| Temp. mín. media (°C)                        | 5.1                                          | 6.0                                          | 7.8                                          | 9.7                                          | 10.9                                         | 11.3                                         | 11.2                                         | 11.3                                         | 10.9                                         | 9.2                                          | 7.1                                          | 5.9                                          | 8.9                                          |
| Temp. mín. abs. (°C)                         | -5.0                                         | -9.0                                         | -4.0                                         | -3.0                                         | 1.0                                          | 4.0                                          | 5.0                                          | 6.0                                          | 1.0                                          | -4.0                                         | -6.0                                         | -5.0                                         | -9.0                                         |
| Precipitación total (mm)                     | 16.9                                         | 12.9                                         | 16.4                                         | 27.8                                         | 64.2                                         | 60.1                                         | 48.5                                         | 40.3                                         | 51.8                                         | 25.5                                         | 9.2                                          | 14.6                                         | 388.4                                        |
| Días de lluvias (≥ 1 mm)                     | 1.8                                          | 1.5                                          | 1.5                                          | 2.9                                          | 5.9                                          | 5.7                                          | 4.9                                          | 4.3                                          | 4.8                                          | 2.7                                          | 1.4                                          | 1.8                                          | 39.2                                         |
| Fuente:                                      |                                              |                                              |                                              |                                              |                                              |                                              |                                              |                                              |                                              |                                              |                                              |                                              |                                              |